# Середньовічна медицина

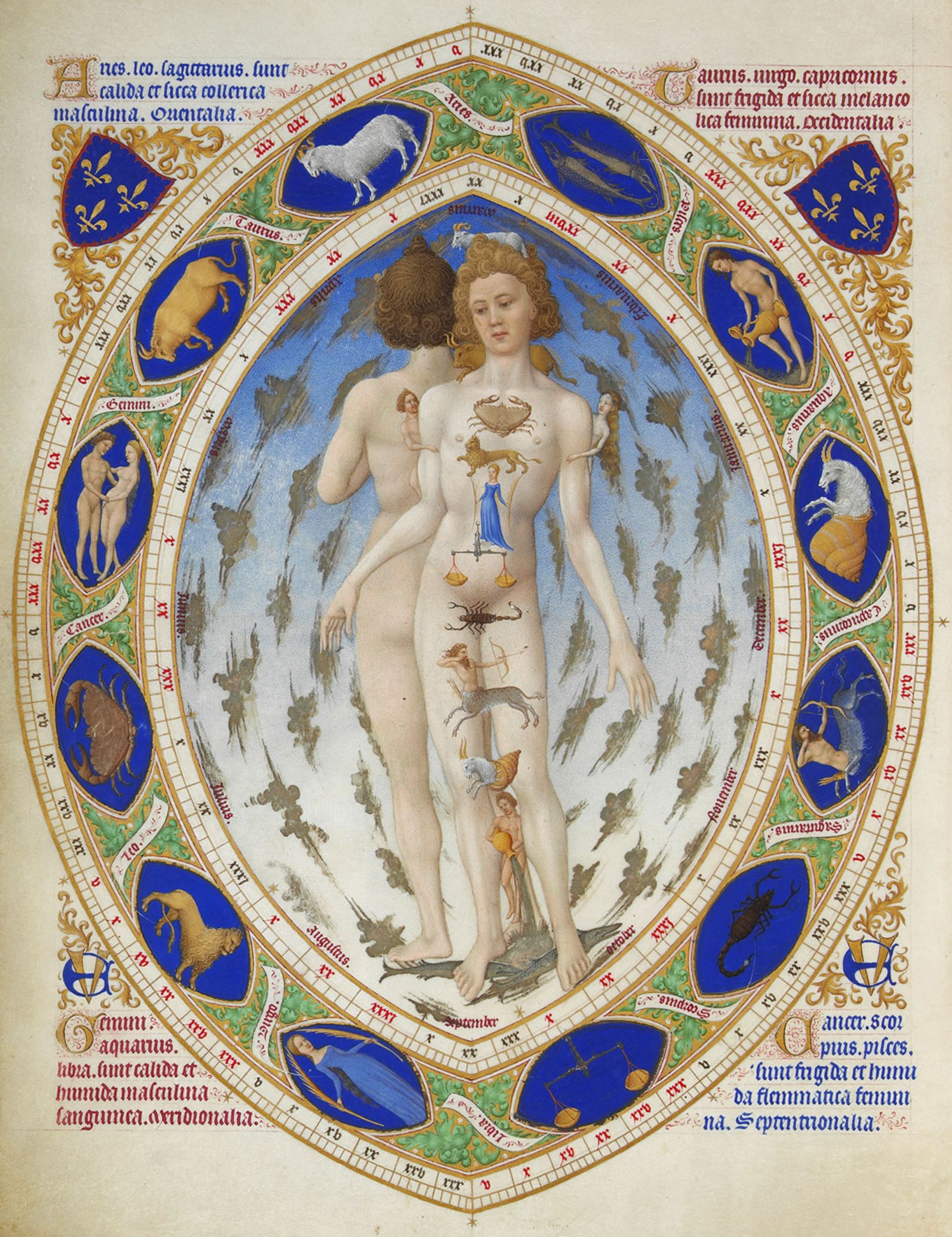
«Анатомічна Людина» (також «Зодіакальна Людина»), Розкішний часослов герцога Беррійського (початок 15 століття)

Медицина середньовіччя в Західній Європі складалася з суміші ідей з античності, церковного впливу, що Клод Леві-Строс визначає як «шаманський комплекс» і «соціальний консенсус». У цю епоху не було ніякої традиції наукової медицини, і спостереження йшли попліч із духовними впливами.
У Ранньому Середньовіччі, після падіння Римської імперії, стандартні медичні знання базувалися головним чином на грецьких і римських текстах, що збереглися в монастирях та інших місцях. Ідей щодо походження і лікування хвороби не було. Проте навіть суто світська медична думка ґрунтувалася на світогляді, згідно з яким як духовні чинники (доля, гріх і астральні впливи ) так і фізичні причини відігравали значну роль в етіопатогенезі (механізм виникнення та розвитку хвороби) та лікуванні. Ефективність лікування так само пов'язана з переконаннями пацієнта і лікаря, а не з емпіричними даними, тому remedia physicalia (фізичні особи) часто підлягали духовному оздоровленню.

## Впливи

### Язичницька народна медицина
Народна медицина була чаклунською, або навіть містичною і в основі своїй мала джерела, що є несумісними з християнською вірою. Трави та інші засоби використовувались у поєднанні з заклинаннями та чарами. Невдовзі такі заклинання будуть відокремлені від фізичних засобів, або ж замінені християнськими молитвами й богослужінням. А сила трав чи каменів буде пояснена вже з християнських засад.

### Християнська духовність
Церква вчить, що іноді Бог посилає хвороби як покарання, і в таких випадках, покаяння — шлях до одужання. Це призвело до практики покаяння та паломництва, як засобів лікування хвороби. У Середньовіччі деякі люди не вважали медицину професією, що личить християнам, бо хвороба часто розглядається як така, що є посланою Богом. Бог вважається «божественним лікарем», який залежно від своєї волі, посилає хворобу або зцілення. У той же час, багато чернечих орденів, зокрема, бенедиктинці, лікували та доглядали хворих і тих, хто помирав.

## Медицина
Європейська медицина Середньовіччя набула значного розвитку протягом 12 століття, коли багато медичних текстів як давньогрецької, так і ісламської медицини були перекладені з арабської мови. Найбільш впливовим серед цих текстів був Канон лікарської науки Авіценни. Ця медична енциклопедія, що написана близько 1030 року, узагальнювала грецьку, індійську та мусульманську медицини того часу. Канон був авторитетним текстом і європейській медичній освіті до раннього нового періоду. Інші важливі тексти арабських авторів вміщують De Gradibus Аль-Кінді, Liber pantegni Ісаака Ізраелі та Al-Tasrif Альбукасіса.
У Медичній Школі в Салерно, що на півдні Італії, медичні тексти з Візантії та Арабського світу були легко доступні, їх перекладали з грецької та арабської в сусідньому чернечому центрі Монте-Кассіно. Салернійські майстри поступово витворили канон писань, відомий як ars medicinae (мистецтво медицини) або articella (трохи мистецтва), який став основою європейської медичної освіти протягом кількох століть.
Під час Хрестових походів вплив ісламської медицини став сильнішим. Вплив був взаємним, тож ісламські вчені, такі як Усама ібн Мункиз, що був описав свої дослідження європейської медицини як позитивні, — записав, як європейський лікар успішно лікував інфіковані рани оцтом, а рекомендації для лікування золотухи надав йому неназваний франкський лікар.

### Класична медицина
Англосаксонські переклади класичних творів, таких як Травник Діоскоріда пережили 10 століття, показуючи збереження елементів класичної медичних знань. Інші важливі переклади медичних текстів у той час включають: Кодекс Гіппократа, який приписують Гіппократу, та праці Галена.
Гален Пергамський, грек за походженням, був одним із найвпливовіших стародавніх лікарів. Гален описав чотири класичні симптоми запалення (почервоніння, біль, підвищення температури і набряк) і зробив чималий внесок у дослідження інфекційних захворювань та фармакології. Його анатомічні дослідження людей були дефектними, тому що базувались на розтині тварин, головним чином мавп, овець, кіз і свиней. Деякі з учень Галена стримували прогрес у медицині. Наприклад, його теорія про те, що кров переносить пневму, або про життя душі, яка надає їй (крові) червоний колір, у поєднанні з помилковим уявленням того, що кров пропускається через пористі стіни між шлуночками серця, затримка розуміння циркуляції і ще багато чого перешкоджало дослідженням у фізіології. Однак, його найважливіші праці в області форм та функцій м'язів, функції ділянки спинного мозку. Він також досяг успіху в діагностиці і прогнозі.

## Важливі здобутки у Середньовіччя
Заснування університетів у Парижі (1150), Болоньї (1158), Оксфорді, (1167), Монпельє (1181) і Падуї (1222), розширило первинну роботу Салерно по всій Європі, і протягом тринадцятого століття ці нові установи перейняли першість. Щоб отримати кваліфікацію доктора медичних наук, треба було навчатися десять років, включаючи вивчення початкових гуманітарних наук, тому кількість таких повністю кваліфікованих лікарів залишалася порівняно невеликою.
Роджер Фругарді з Парми склав свій трактат із хірургії приблизно 1180 року. Між 1350 і 1365 роками Теодоріх Бурґоньйоні уклав систематизований чотиритомний трактат із хірургії, Cyrurgia, що сприяв поширенню важливих нововведень, таких як ранні форми антисептичної практики при лікуванні травм і хірургічна анестезія з використанням суміші опіатів і трав.